# Siège de Haarlem
Guerre de Quatre-Vingts Ans
Batailles
- Chronologie de la guerre de Quatre-Vingts Ans
- Valenciennes
- Austruweel
- Rheindalen
- Heiligerlee
- Jemmingen
- Jodoigne
- Brielle
- 1er Flessingue
- Malines
- Goes
- Mons
- Haarlem
- 2e Flessingue
- Borsele
- Zuiderzee
- Alkmaar
- Leyde
- Reimerswaal
- Mook
- Lillo
- Zierikzee
- 1er Anvers
- 1er Bréda
- Gembloux
- Rijmenam
- 1er Deventer
- Maastricht
- 2e Bréda
- Açores
- 2e Anvers
- 3e Anvers
- Boksum
- Zutphen
- 1er Berg-op-Zoom
- Gravelines
- 3e Bréda
- 2e Deventer
- Groningue
- Huy
- 1er Groenlo1
- 2e Groenlo
- Turnhout
- Nieuport
- Ostende
- L'Écluse
- 3e Groenlo
- Saint-Vincent
- Gibraltar
- Saint-Vincent (1621)
- 2e Berg-op-Zoom
- 4e Bréda
- 4e Groenlo
- Matanzas
- Bois-le-Duc
- Abrolhos
- Slaak
- Maastricht
- 5e Bréda
- Cabañas
- Calloo
- Les Downs
- Saint-Vincent (1641)
- Hulst
- Cavite

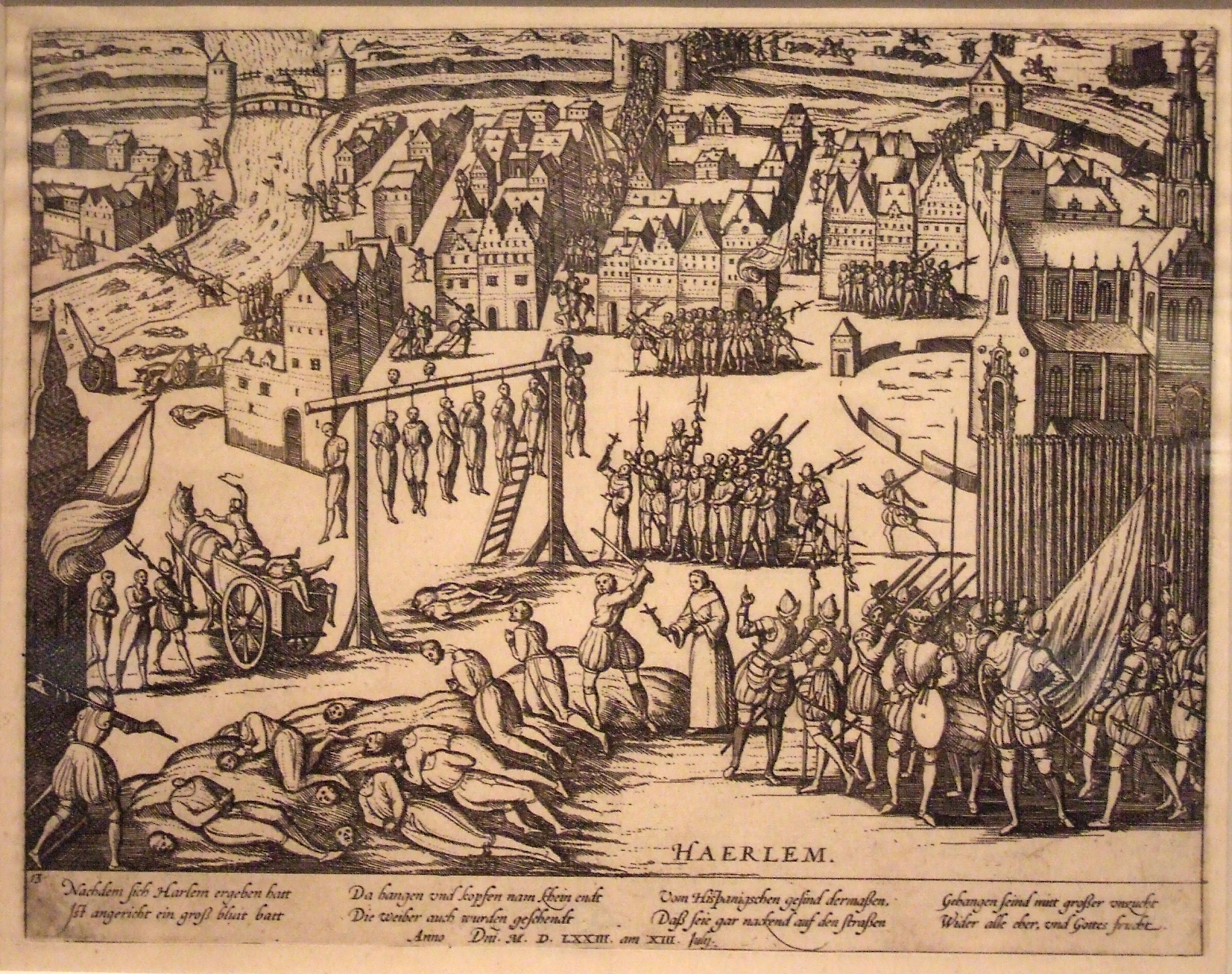

La bataille de Haarlem ou siège de Haarlem, s'est déroulée du 11 décembre 1572 au 13 juillet 1573 durant la guerre de Quatre-Vingts Ans. Elle voit la victoire de l'armée espagnole sur l'armée des Provinces-Unies (Pays-Bas actuels) par la prise de la ville le 14 juillet 1573 et la destruction de l'armée de secours forte de 5 000 hommes envoyée par le prince d'Orange.
Les garanties écrites que les Espagnols ont données à la ville seront respectées, mais la totalité des soldats de la garnison qui comprenait des Anglais, des Wallons, des huguenots français et des Allemands, sont exécutés, à l'exception des Allemands. 300 mercenaires wallons qui ont participé à la défense de la ville sont exécutés sur la grand-place. Le gouverneur Wigbolt Ripperda (en) et son lieutenant sont décapités. La ville doit accueillir une garnison espagnole.
Cet événement a inspiré à Juliana Cornelia de Lannoy une tragédie (1770).